# آ کالناهالی
آ کالناهالی (به لاتین: A. Kalenahalli) یک روستا در هند با جمعیت ۲٬۳۰۵ نفر است که در کارناتاکا واقع شده‌است.